# Det gåtfulla folket
Det gåtfulla folket är en visa med text av Beppe Wolgers och musik av Olle Adolphson. Visan handlar om barns fantasi.
Den sjöngs in av Olle Adolphson själv på EP-skivan Det gåtfulla folket 1961,  och på LP-skivan Trubbel 1964. 
I december 1959 gavs en version också ut av Ulla-Bella Fridh på EP-skivan På lek.
Den finns också med text på engelska som The Mysterious People, då inspelad av popsångerskan Cilla Black, och av irländaren Val Doonican. Den engelska texten är skriven av Hal Shaper.

## Bakgrund
Visan tillkom i miljön kring Olle Adolphson, Pär Rådström, Lars Forssell och Sven-Bertil Taube – en grupp som inspirerad av Lulu Ziegler pånyttfödde den svenska restaurangkabareten i mitten av 1950-talet. I Wolgers diktsamling "Djur som inte..." (1956) återfinns Okända djur som Adolphson tonsatte och sjöng in samt även Mitt eget land och Det gåtfulla folket, de senare tonsatta av Adolphson 1959. 

## Publicerad i
- Barnens svenska sångbok, 1999, under rubriken "Sånger för småfolk".